# Саско (футбольний клуб)
Саско (груз. სასკო) — грузинський футбольний клуб з Тбілісі. Виступає у Пірвелі. Домашні поєдинки проводить у спортивному комплексі «Шатілі».

## Історія
Футбольний клуб «Саско» було засновано в 2005 році в Тбілісі, він складається з гравців 1993 року народження. Назва клубу походить вд будівельної компанії «Саско», власником якої є Гія Сітчинава. У 2010 році команда перемогла в Лізі Меоре, але через фінансові пролеми відмовилася підвищуватися в класі. Клуб і в даний час укомплектований переважно молодими гравцями.

## Досягнення
- Ліга Меоре
  -  Чемпіон (1): 2010

## Відомі гравці
- Давид Схиртладзе
- Бека Гоцирідзе
- Гіоргі Кобуладзе
- Отар Арвеладзе
- Резо Джикія
- Едик Саджая
- Давид Хочолава